# فرنگیس فروهر
فرنگیس فروهر (پیش از ازدواج: فرنگیس فرحزادی، زادهٔ ۱۳۱۹) بازیگر بازنشسته اهل ایران است. او مادرِ خواننده لیلا فروهر است. او همچنین خواهر ژاله فرحزادی، خواننده ایرانی است.

## زندگی
فرنگیس فرحزادی در سال ۱۳۱۹ در شیراز زاده شد. تا مقطع سیکل تحصیل کرد و پس از آن مدرسه را رها کرد. فرحزادی در سال ۱۳۳۶ با جهانگیر فروهر ازدواج کرد، نام خانوادگی خود را به فروهر تغییر داد و او و شوهرش صاحب دو دختر به نام‌های لیلا و فریبا شدند؛ این ازدواج بعدها در سال ۱۳۵۱ به طلاق انجامید. فرنگیس فروهر در ۲۲ سالگی با نمایش مست (۱۳۴۱) در تئاتر سپاهان اصفهان به روی صحنه رفت و مدتی بعد، با فیلم گنجینه سلیمان (۱۳۴۵) وارد سینمای ایران شد.
پس از طلاقِ فرنگیس و جهانگیر فروهر، فرنگیس فروهر با داوود اسماعیلی — تدوین‌گر، کارگردان، بازیگر و فیلمنامه‌نویس — ازدواج کرد. این دو صاحب پسری به نام حمیدرضا شدند؛ این ازدواج مدتی بعد به طلاق انجامید.
فرنگیس فروهر در ۴۰ فیلم سینمایی به نقش‌آفرینی پرداخت، تا این‌که انقلاب ۱۳۵۷ روی داد و او رسماً بازنشسته شد. فروهر در اوایل دههٔ ۱۳۵۰ فعال‌تر بود و واپسین نقش‌آفرینی او در سینما، در فیلم پاپوش (۱۳۵۲) روی داد. آخرین حضور او در تلویزیون ایران در نمایشنامه عفریته ماچین، یا استعمار در آستین (نوروز ۱۳۵۷) به کارگردانی رضا میرلوحی بود.آخرین کار بازیگری او در فیلم صمد از جنگ برمیگردد(1367)با کارگردانی پرویز صیاد بود.

## آثار
1. گنجینه سلیمان (۱۳۴۵)
2. شارلاتان (۱۳۴۵)
3. هارون و قارون (۱۳۴۶)
4. لوطی قرن بیستم (۱۳۴۷)
5. سنگ صبور (۱۳۴۷)
6. رودخانهٔ وحشی (۱۳۴۷)
7. چرخ بازیگر (۱۳۴۷)
8. بی‌گناهی در شهر (۱۳۴۷)
9. به امید دیدار (۱۳۴۷)
10. بسترهای جداگانه (۱۳۴۷)
11. مردان روزگار (۱۳۴۸)
12. گربه کور (۱۳۴۸)
13. قهوه‌خانه قنبر (۱۳۴۸)
14. عشق کولی (۱۳۴۸)
15. ستاره فروزان (۱۳۴۸)
16. رقاصه شهر (۱۳۴۹)
17. وحشی جنگل (۱۳۵۰)
18. کاکو (۱۳۵۰)
19. شب عروسی (۱۳۵۰)
20. رسوای عشق (۱۳۵۰)
21. خوشگل‌ترین زن عالم (۱۳۵۰)
22. حیدر (۱۳۵۰)
23. آتشپاره شهر (۱۳۵۰)
24. نانجیب (۱۳۵۱)
25. مرد (۱۳۵۱)
26. قلندر (۱۳۵۱)
27. فدایی (۱۳۵۱)
28. فتانه (۱۳۵۱)
29. علی سورچی (۱۳۵۱)
30. ساعت فاجعه (۱۳۵۱)
31. ساحره (۱۳۵۱)
32. خر دجال (۱۳۵۱)
33. توبه (۱۳۵۱)
34. تنها مرد محله (۱۳۵۱)
35. پخمه (۱۳۵۱)
36. اتل متل توتوله (۱۳۵۱)
37. آشوبگر (۱۳۵۱)
38. آخرین نبرد (۱۳۵۱)
39. جنوبی (۱۳۵۲)
40. پاپوش (۱۳۵۲)
41. عفریته ماچین یا استعمار در آستین (تئاتر تلویزیونی ۱۳۵۷)